# Plerixafor
Plerixafor (auch: AMD3100 und JM3100) ist Arzneistoff aus der Gruppe der Bizyklame, der zur Freisetzung von Stammzellen in die Blutbahn und anschließender autologer Stammzelltransplantation eingesetzt wird. Plerixafor ist der erste von der US-amerikanischen Food and Drug Administration (FDA) zugelassene CXCR4-Hemmer, eine Zulassung für Europa besteht seit 2009.

## Geschichte
Plerixafor wurde zu Beginn der 1990er Jahre vom Johnson Matthey Technology Centre auf Grund seiner anti-HIV-Wirksamkeit entdeckt. Nach dem Einstieg von Johnson Matthey bei der neu gegründeten AnorMED Inc. wurde für Plerixafor zunächst ein Einsatz in der HIV-Therapie angestrebt. Plerixafor zeigte in klinischen Studien eine Wirksamkeit gegen X4-trope HIV-1-Stämme nach parenteraler Gabe. Auf Grund einer fehlenden oralen Bioverfügbarkeit des Arzneistoffs verbunden mit der daraus sich zwangsläufig ergebenden Notwendigkeit einer parenteralen Verabreichung, wurde der angestrebte Einsatz als HIV-Therapeutikum auf Grund geringer Marktchancen verworfen. Plerixafor wurde im Jahr 2003 in den USA der Status eines Orphan-Arzneimittels verliehen. Im Dezember 2008 erfolgte die Zulassung des Plerixafor-Präparates Mozobil durch die amerikanische FDA, im Mai 2009 folgte die Zulassung in der EU.

## Chemie

### Eigenschaften
Plerixafor ist eine stark basische chemische Verbindung mit acht protonierbaren Stickstoffatomen. Die Zyklamgruppen des Plerixafors sind in der Lage, stabile Komplexe mit zweiwertigen Metallionen, insbesondere Zink, Kupfer und Nickel sowie ferner auch mit Kobalt und Rhodium zu bilden. Unter physiologischen Bedingungen liegt Plerixafor auch als biologisch aktiver Zinkkomplex vor. Plerixafor kann somit als Prodrug seines Zinkkomplexes angesehen werden.

### Synthese
Die Synthese von Plerixafor ist als ein mehrstufiger Prozess beschrieben. Initial werden drei der vier Stickstoffatome des 1,4,8,11-Tetraazacyclotetradecans mit Tosylgruppen geschützt. Das so entstandene Tristosyl-1,4,8,11-tetraazacyclotetradecan wird mit p-Xylenglykol oder 1,4-Bis(Brommethyl)benzol in Gegenwart von Kaliumcarbonat in Acetonitril umgesetzt. Nach Abspaltung der Tosyl-Schutzgruppen mittels Bromwasserstoffsäure kann Plerixafor als Octahydrobromid isoliert werden.

## Pharmakologie

### Anwendungsgebiete
Plerixafor ist in Kombination mit G-CSF zur Freisetzung von Stammzellen aus dem Knochenmark in die Blutbahn zum Zweck der Stammzellisolierung für eine Stammzelltransplantation bei Patienten mit Multiplem Myelom oder Non-Hodgkin-Lymphom zugelassen. Das Arzneimittel wird subkutan (in das Unterhautfettgewebe) injiziert. Im Mai 2019 wurde die EU-Zulassung von Mozobil erweitert um die Behandlung zur Verbesserung  der Mobilisation hämatopoetischer Stammzellen auch bei Kindern im Alter ab einem Jahr mit Lymphom oder soliden malignen Tumoren. Die Anwendung erfolgt – auch hier in Kombination mit G-CSF – präventiv oder nach nicht ausreichender Sammlung von Stammzellen.
Beim WHIM-Syndrom (Warzen-Hypogammaglobulinämie-Immundefizienz-Myelokathexis-Syndrom) besteht eine Mutation des CXRC4-Rezeptors, die zu einer Funktionssteigerung führt und dadurch die Freisetzung von weißen Blutkörperchen aus dem Knochenmark verhindert. In einer Studie konnte gezeigt werden, dass Plerixafor einen positiven Effekt auf das Krankheitsbild hat. Eine Zulassung für die Behandlung des WHIM-Syndrom mit Plerixafor besteht außerhalb von Studien weder in den USA noch in Deutschland (Stand Februar 2023).

### Wirkmechanismus
Plerixafor wirkt als Antagonist auf den Chemokinrezeptor CXCR4. Dieser Rezeptor ist für die zielgerichtete Wanderung (Chemotaxis) von Stammzellen in Richtung höherer Konzentrationen des CXCR4-Liganden CXCL12 in das Knochenmark verantwortlich. Die Blockade des Rezeptors geschieht durch Anbindung von Plerixafor an oberflächennahe Teile der Ligandenbindungstasche von CXCR4 unter Beteiligung der die Bindungstasche umgebenden Transmembrandomänen I, II, IV, VI und VII. Auf diese Weise blockiert Plerixafor das für die Rezeptorakivierung essenzielle Anbinden des N-terminalen Teils von CXCL12 in die Ligandenbindungstasche. Nachfolgende Signaltransduktionsvorgänge, die letztlich zu einer Migration von CXCR4-positiven Stammzellen und Lymphozyten zu höheren CXCL12-Konzentrationen hin führen, werden unterbrochen.
Gleichfalls hemmt die Einschleusung von X4-tropen HI-Viren in T-Zellen. Dies geschieht ebenfalls über die Blockade oberflächennaher Aminosäurereste von CXCR4, der wie der Chemokinrezeptor CCR5 eine HIV-Corezeptorfunktion besitzt, und somit einer Blockade der Andockstellen für das HIV-Glykoprotein gp120. Eine arzneimittelrechtliche Zulassung für die Indikation HIV besteht jedoch nicht.

### Kontraindikationen
Plerixafor sollte nicht bei Patienten mit einer Leukämie eingesetzt werden, da Plerixafor die Freisetzung von leukämischen Zellen fördern kann.

### Schwangerschaft
Im Tierexperiment ist Plerixafor teratogen und fetotoxisch. Daher sollte eine Schwangerschaft vor der Plerixaforanwendung ausgeschlossen werden.

### Nebenwirkungen
Die häufigsten Nebenwirkungen einer Plerixaforanwendung sind mit einer Häufigkeit von über 10 % Durchfall, Übelkeit, Erbrechen, Müdigkeit, Kopf- und Gelenkschmerzen sowie Reaktionen an der Injektionsstelle. Darüber hinaus sind Blutbildveränderungen mit einem Anstieg der Leukozytenzahl und einer Verringerung der Thrombozytenzahl und eine mögliche Mobilisierung von Tumorzellen aus dem Knochenmark zu erwarten. Tierversuche weisen darüber hinaus auf eine mögliche Gefahr einer Milzruptur.

### Wechselwirkungen
Wechselwirkungen mit anderen Arzneistoffen sind derzeit noch nicht bekannt. Plerixafor ist kein Inhibitor des Cytochrom-P450-Enzymsystems.